# 33. п. н. е.

## Догађаји
- Припајање Мауретаније Римском царству након смрти краља Бока II.
- Завршен Антонијев партски рат